# 빌 엘리어트

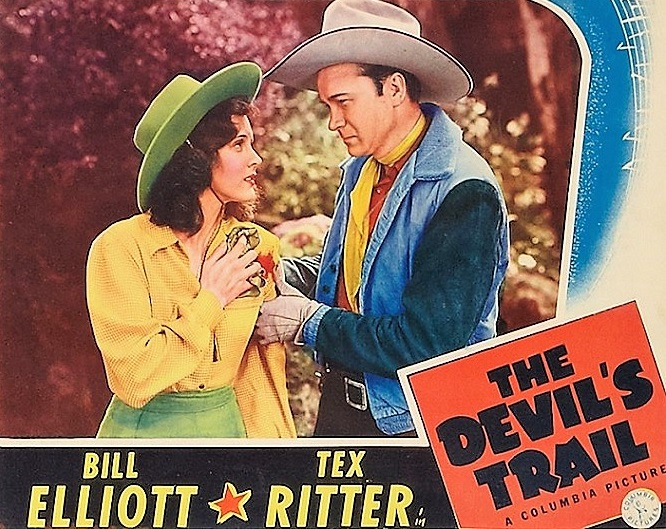

빌 엘리어트(Wild Bill Elliott, 1904년 10월 16일 ~ 1965년 11월 26일)는 미국의 배우이다.
라스베이거스에서 사망하였다. 사인은 암이다.

## 영화
- 말리부의 8마일 (2003년)
- 숲속의 전사 (1996년)
- 유 캔트 해브 에브리씽 (1937년)
- 실링 제로 (1936년)
- 워킹 데드 (1936년)
- 싱잉 키드 (1936년)
- 페이지 미스 글로리 (1935년) - 리포터 역
- 아이 파운드 스텔라 패리시 (1935년)
- 고 인투 유어 댄스 (1935년)
- 원더 바 (1934년)
- 트웬티 밀리언 스윗하트 (1934년)
- 헐리우드 파티 (1934년)
- 1933년의 황금광들 (1933년)
- 댄싱 레이디 (1933년)
- 시티 스트리트 (1931년)
- 펄미 데이즈 (1931년)
- 써니 (1930년)
- 리칭 포 더 문 (1930년)
- 로드 바이론 오브 브로드웨이 (1930년)
- 뻐꾸기 (1930년)
- 빅 보이 (1930년)
- 섐락 핸디캡 (1926년)